# Lake Lagdo
Lake Lagdo är en reservoar i Kamerun.   Den ligger i regionen Norra regionen, i den nordöstra delen av landet, 600 km norr om huvudstaden Yaoundé. Lake Lagdo ligger 213 meter över havet. Arean är 586 kvadratkilometer. Trakten runt Lake Lagdo består till största delen av jordbruksmark. Den sträcker sig 39,4 kilometer i nord-sydlig riktning, och 51,0 kilometer i öst-västlig riktning.
Följande samhällen ligger vid Lake Lagdo:
- Lagdo (24 596 invånare)